# Пешково-Гремяченские Выселки
Пешково-Гремяченские Выселки — деревня в Ливенском районе Орловской области России.
Входит в состав Островского сельского поселения.

## География
Расположена вдоль автомагистрали 54К-12 севернее деревни Малаховские Выселки, с которой соединена этой дорогой.

## Население
| 2010 |
| ---- |
| 65   |